# Ping Pong (goma de mascar)
Ping Pong foi o primeiro chiclete de bola vendido no Brasil.

## Histórico
O Ping Pong foi lançado no ano de 1945 pela Kibon. Nos anos 60, ex-funcionários da Kibon fundaram a Q-Refres-Ko (responsável por outros doces tradicionais como as balas Soft) e iniciaram competição na área de doces com a Kibon. Alguns anos depois a linha de doces da Kibon foi finalmente assumida pela Q-Refres-Ko. Após anos no mercado, na década de 90, o Ping Pong e o resto da Q-Refres-Ko (incluindo o outro chiclete sensação: Ploc) foi incorporado pela Kraft Foods, que optou por manter somente uma delas ativa, o Ploc.

## Álbuns
O Ping Pong vinha com figurinhas colecionáveis.
- Espanha 82
- México 86
- Itália 90
- Copa do mundo 94
- Fórmula 1
- Craques da Bola
- Amazônia
- Pantanal
- Fundo do Mar
- Volta ao Mundo
- Aladdin
- O Rei Leão
- Toy Story
- Corcunda de Notre Dame
- Pica Pau
- Recordes Guinness
- Imprudências
- Floresta Maluca
- Sandy & Júnior